# José Ramón Garnelo Gonzálvez
José Ramón Garnelo Gonzálvez nazywany el culto – hiszpański malarz, lekarz i pisarz pochodzący z Walencji.
Zapoczątkował tradycje artystyczne w rodzinie Garnelo. Malarstwem zajmowały się również jego dzieci José Garnelo y Alda i Eloísa Garnelo Aparicio oraz bratankowie Jaime i Isidoro Garnelo Fillol. Jego najmłodszy syn Manuel Garnelo y Alda został rzeźbiarzem.
Malarstwo studiował na Królewskiej Akademii Sztuk Pięknych San Carlos w Walencji. Malował martwe natury i portrety, a jednocześnie publikował poezję w czasopismach z epoki.

## Wybrane dzieła
- La muerte de Lucano, 1866.
- Campesinas valencianas, 1866.